# Anisodontea capensis
Anisodontea capensis es una especie de planta herbácea perteneciente a la familia de las malváceas. Es originaria de Sudáfrica.

## Descripción
Es una planta herbácea perennifolia que alcanza los 0.76 - 1.21 m de altura. Se encuentra en altitudes de 670 - 2167 metros.

## Sinonimia
- Malva capensis L. var. capensis basónimo
- Malva capensis L.
- Malvastrum capense (L.) A.Gray & Harv. (1860)
- Malvastrum capense var. glabrescens Harv.
- Malvastrum divaricatum (Andrews) A.Gray & Harv.
- Malva divaricata Andrews (1801)
- Malva virgata Murray (1780)
- Malvastrum virgatum (Murray) A.Gray & Harv. (1860)
- Malvastrum virgatum var. dillenianum (Eckl. & Zeyh.) Harv.
- Malva dilleniana Eckl. & Zeyh. (1834)[1]